# Vlag van Scherpenzeel

Vlag van de gemeente Scherpenzeel

Oude onofficiële vlag
(volgens Kl. Sierksma Nederlands Vlaggenboek)

De vlag van Scherpenzeel is sinds 29 maart 1979 de gemeentelijke vlag van de Gelderse gemeente Scherpenzeel. De kleuren en de lelie zijn afkomstig van het gemeentewapen.
De beschrijving van de vlag luidt als volgt:  
Banen blauw-wit met op de scheiding van broeking en vlucht een lelie van het een in het ander, ter hoogte van 4/5 van de vlaghoogte.
De kleuren en de lelie zijn ontleend aan het wapen. Het ontwerp was van de Stichting voor Banistiek en Heraldiek.

## Eerdere vlag
Scherpenzeel voerde volgens officieus een eerdere vlag, die in 1962 door Sierksma als volgt werd beschreven:
Twee banen van gelijke hoogte van blauw en wit.

## Verwante afbeeldingen

Wapen van Scherpenzeel

Aalten ·
Apeldoorn ·
Arnhem ·
Barneveld ·
Berg en Dal ·
Berkelland ·
Beuningen ·
Bronckhorst ·
Brummen ·
Buren ·
Culemborg ·
Doesburg ·
Doetinchem ·
Druten ·
Duiven ·
Ede ·
Elburg ·
Epe ·
Ermelo ·
Harderwijk ·
Hattem ·
Heerde ·
Heumen ·
Lingewaard ·
Lochem ·
Maasdriel ·
Montferland ·
Neder-Betuwe ·
Nijkerk ·
Nijmegen ·
Nunspeet ·
Oldebroek ·
Oost Gelre ·
Oude IJsselstreek ·
Overbetuwe ·
Putten ·
Renkum ·
Rheden ·
Rozendaal ·
Scherpenzeel ·
Tiel ·
Voorst ·
Wageningen ·
West Betuwe ·
West Maas en Waal ·
Westervoort ·
Wijchen ·
Winterswijk ·
Zaltbommel ·
Zevenaar ·
Zutphen